# Damm 22 (Quedlinburg)

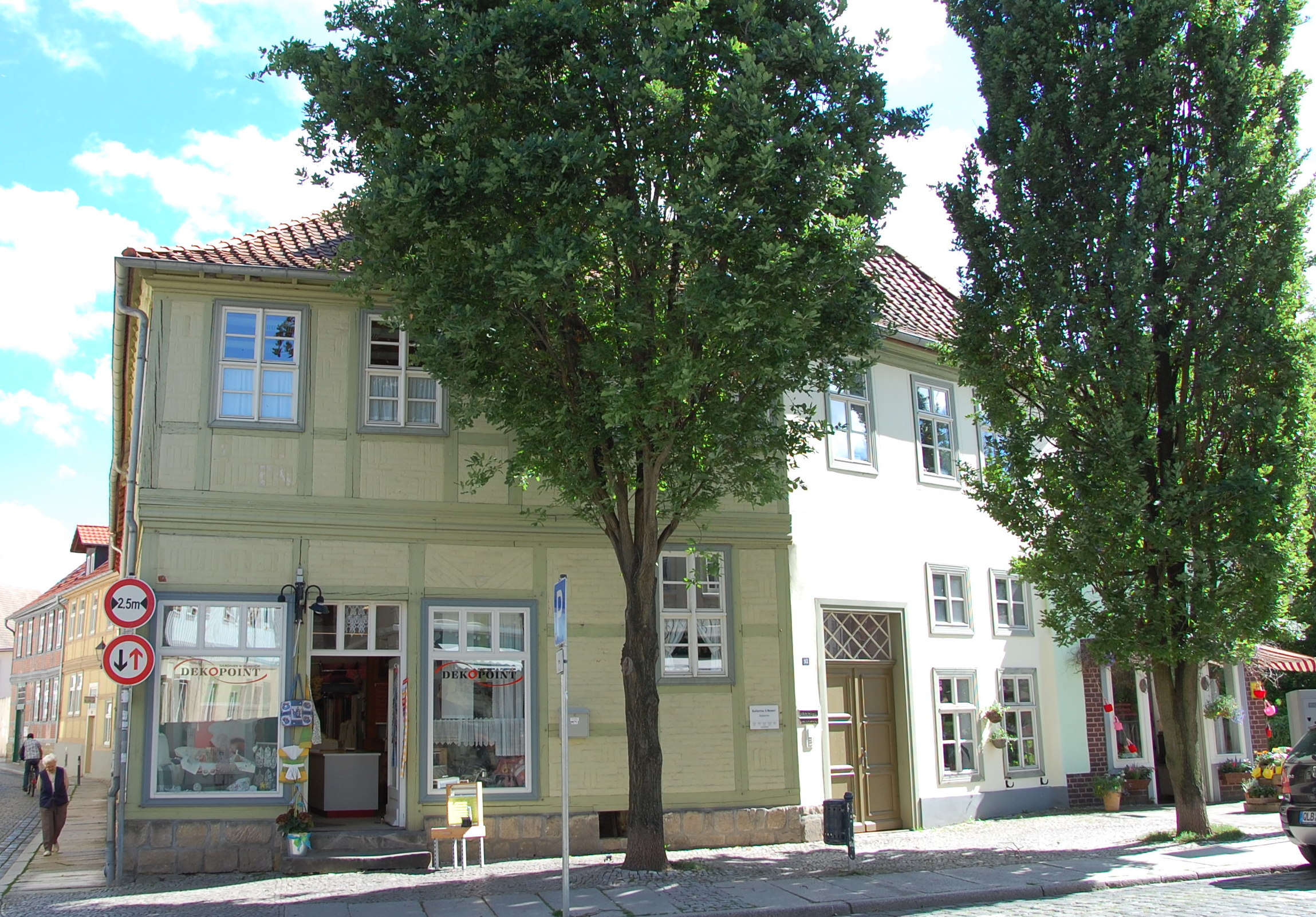
Haus Damm 22, Blick vom Steinweg

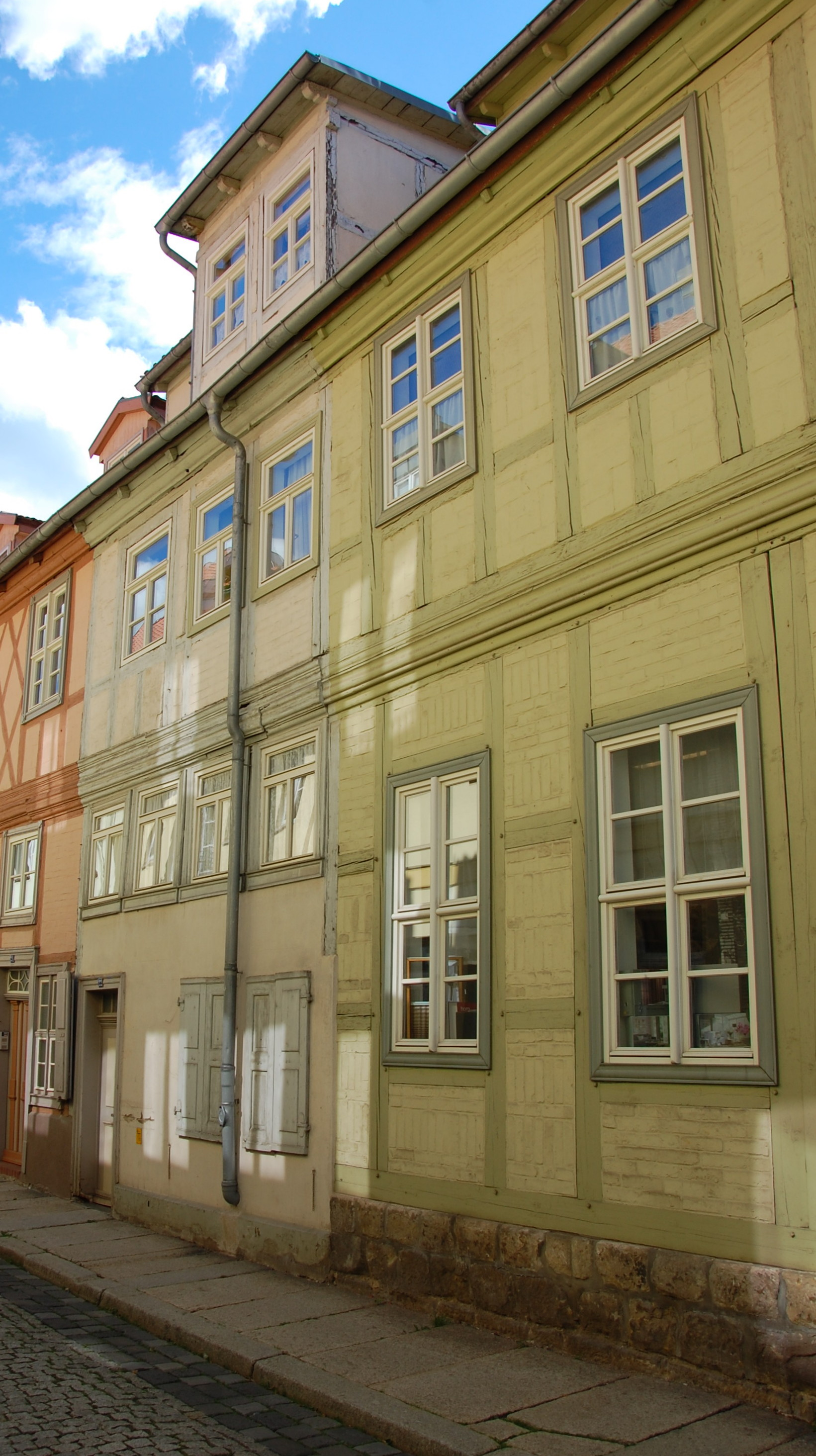
Ost-Fassade zur Straße Damm

Das Haus Damm 22 ist ein denkmalgeschütztes Gebäude in der Stadt Quedlinburg in Sachsen-Anhalt.

## Lage
Es befindet sich am Nordende der Straße Damm in einer Ecklage zum Steinweg und gehört zum UNESCO-Weltkulturerbe. Im Quedlinburger Denkmalverzeichnis ist es als Wohnhaus eingetragen. Südlich grenzt das gleichfalls denkmalgeschützte Haus Damm 21 an.

## Architektur und Geschichte
Das zweigeschossige Fachwerkhaus wurde in der Zeit um 1740 errichtet. Die Fachwerkfassade verfügt über eine Thüringer Leiterbrüstung und eine Profilbohle. Die Gefache sind mit Zierausmauerungen versehen. Der westliche, sich entlang der Straße Steinweg ziehende Gebäudeteil ist verputzt. Er trägt die eigene Adresse Steinweg 93. Vor diesen Gebäudeteil wurde um 1920 ein aus Klinkern gebauter eingeschossiger Laden gesetzt.
Auf dem Hof des Anwesens befindet sich eine kleinteilige, ebenfalls in Fachwerkbauweise ausgeführte Bebauung.